# Tantilla
Tantilla – rodzaj węży z podrodziny Colubrinae w rodzinie połozowatych (Colubridae).

## Zasięg występowania
Rodzaj obejmuje gatunki występujące w Stanach Zjednoczonych, Meksyku, Belize, Gwatemali, Salwadorze, Hondurasie, Nikaragui, Kostaryce, Panamie, Ekwadorze, Kolumbii, na Trynidadzie i Tobago, Saint Vincent, Union Island, Grenadzie, w Wenezueli, Gujanie, Surinamie, Gujanie Francuskiej, Brazylii, Peru, Boliwii, Paragwaju, Argentynie i Urugwaju.

## Systematyka

### Etymologia
- Tantilla: łac. tantillus „tak mało”, zdrobnienie od tantulus „tak mały”, zdrobnienie od tantus „o takiej wielkości”[13].
- Homalocranion (Homalocranium): gr. ὁμαλος homalos „równy, gładki”[14]; κρανιον kranion „czaszka”, od καρα kara, καρατος karatos „głowa”[15]. Gatunek typowy: Coluber planiceps Blainville, 1835.
- Microdromus: gr. μικρος mikros „mały”[16]; -δρομος -dromos „biegacz”, od τρεχω trekhō „biegać”[17]. Gatunek typowy: Microdromus virgatus Günther, 1873 (= T[antilla]. reticulata Cope, 1860).
- Enicognathus (Henicognathus): gr. ἑνικος henikos „pojedynczy”; γναθος gnathos „żuchwa”[4]. Gatunek typowy: Lycodon melanocephalus Linnaeus, 1758.
- Polyodontophis: gr. πολυς polus „dużo, wiele”[18]; οδους odous, οδοντος odontos „ząb”[19]; οφις ophis, οφεως opheōs „wąż”[20]. Nazwa zastępcza dla Enicognathus A.M.C. Duméril & Bibron, 1854 (nazwa zajęta przez Enicognathus J.E. Gray, 1840 (Psittacidae)).
- Pogonaspis: gr. πωγων pōgōn, πωγωνος pōgōnos „broda”[21] ; ασπις aspis, ασπιδος aspidos „tarcza”[22]. Gatunek typowy: Pogonaspis ruficeps Cope, 1894.

### Podział systematyczny
Do rodzaju należą następujące gatunki: 

- Tantilla albiceps Barbour, 1925
- Tantilla alticola (Boulenger, 1903)
- Tantilla andinista Wilson & Mena, 1980
- Tantilla armillata Cope, 1875
- Tantilla atriceps (Günther, 1895)
- Tantilla bairdi Stuart, 1941
- Tantilla berguidoi Batista, Mebert, Lotzkat & Wilson, 2016
- Tantilla bocourti (Günther, 1895)
- Tantilla boipiranga Sawaya & Sazima, 2003
- Tantilla brevicauda Mertens, 1952
- Tantilla briggsi Savitzky & Smith, 1971
- Tantilla calamarina Cope, 1866
- Tantilla capistrata Cope, 1875
- Tantilla carolina Palacios-Aguilar, Fucsko, Jiménez-Arcos, Wilson & Mata-Silva, 2022
- Tantilla cascadae Wilson & Meyer, 1981
- Tantilla ceboruca Canseco-Márquez, Smith, Ponce-Campos, Flores-Villela & Campbell, 2007
- Tantilla coronadoi Hartweg, 1944
- Tantilla coronata Baird & Girard, 1853
- Tantilla cucullata Minton, 1956
- Tantilla cuniculator Smith, 1939
- Tantilla deppei (Bocourt, 1883)
- Tantilla excelsa McCranie & Smith, 2017
- Tantilla flavilineata Smith & Burger, 1950
- Tantilla gottei McCranie & Smith, 2017
- Tantilla gracilis Baird & Girard, 1853
- Tantilla hendersoni Stafford, 2004
- Tantilla hobartsmithi Taylor, 1937
- Tantilla impensa Campbell, 1998
- Tantilla insulamontana Wilson & Mena, 1980
- Tantilla jani (Günther, 1895)
- Tantilla johnsoni Wilson, Vaughn & Dixon, 1999
- Tantilla lempira Wilson & Mena, 1980
- Tantilla lydia Antúnez-Fonseca, Castro, España, Townsend & Wilson, 2020
- Tantilla melanocephala (Linnaeus, 1758)
- Tantilla miyatai Wilson & Knight, 1987
- Tantilla moesta (Günther, 1863)
- Tantilla nigra (Boulenger, 1914)
- Tantilla nigriceps Kennicott, 1860
- Tantilla oaxacae Wilson & Meyer, 1971
- Tantilla olympia Townsend, Wilson, Medina-Flores & Herrera-B., 2013
- Tantilla oolitica Telford, 1966
- Tantilla palamala Esqueda, Rojas-Runjaic, Correa, Ortiz, Guerrero, Jiménez, Bazó, Moreno-Pérez, Aguilar & Urra, 2025
- Tantilla petersi Wilson, 1979
- Tantilla planiceps (Blainville, 1835)
- Tantilla psittaca McCranie, 2011
- Tantilla relicta Telford, 1966
- Tantilla reticulata (Cope, 1860)
- Tantilla robusta Canseco-Márquez, Mendelson & Gutiérrez-Mayén, 2002
- Tantilla rubra Cope, 1875
- Tantilla ruficeps (Cope, 1894)
- Tantilla schistosa (Bocourt, 1883)
- Tantilla selmae Azevedo, Franco, Menezes, Saraiva-Kunz & Grazziotin, 2024
- Tantilla semicincta (Duméril, Bibron & Duméril, 1854)
- Tantilla sertula Wilson & Campbell, 2000
- Tantilla shawi Taylor, 1949
- Tantilla slavensi Pérez-Higareda, Smith & Smith, 1985
- Tantilla stenigrammi McCranie & Smith, 2017
- Tantilla striata Dunn, 1928
- Tantilla supracincta (Peters, 1863)
- Tantilla taeniata Bocourt, 1883
- Tantilla tayrae Wilson, 1983
- Tantilla tecta Campbell & Smith, 1997
- Tantilla tjiasmantoi Koch & Venegas, 2016[23]
- Tantilla trilineata (Peters, 1880)
- Tantilla triseriata Smith & Smith, 1951
- Tantilla tritaeniata Smith & Williams, 1966
- Tantilla vermiformis (Hallowell, 1861)
- Tantilla vulcani Campbell, 1998
- Tantilla wilcoxi Stejneger, 1902
- Tantilla yaquia Smith, 1942